# Lachnocephala
Lachnocephala es un género de polilla monotípico perteneciente a la familia Geometridae descrito por David Stephen Fletcher en 1953. Su única especie, Lachnocephala vellosata, distribuida con endemismo en Chile, fue descrita por el mismo autor en el mismo año. El holotipo de la especie fue descrita en el sector El Manzano y El Canelo de Cordillera. Se encuentra distribuido en los alrededores del desierto de Atacama, desde el valle del Elqui hasta Cordillera de los Chilenos, en la región de Coquimbo, Provincia de Atacama. Tiene un periodo de vuelo entre septiembre y octubre. Poco se sabe de cuales plantas se nutre o de sus etapas pre-imago.